# Zharok
Zharok (ukr. Згарок, pol. hist. Zharek) – wieś na Ukrainie, w obwodzie  chmielnickim, w rejonie derażniańskim. W 2001 roku liczyła 440 mieszkańców. 
W XIX wieku wieś wchodziła w skład w powiatu latyczowskiego. 
W 1879 roku Konstanty Koźmiński wzniósł w miejscowości parterowy dwór kryty dachem dwuspadowym, z portykiem – gankiem zwieńczonym attyką. Na końcu lewego skrzydła mieścił się piętrowy budynek z oknem zakończonym ostrym łukiem. Obok dworu znajdował się duży park. Budynek został zniszczony w latach 1917-1918.
W 1902 roku urodził się tu Zygmunt Koźmiński.